# RATP Cap Île-de-France
RATP Cap Île-de-France est une filiale à 100 % du groupe RATP, créée en 2018 et officialisée en 2021, avec comme objectif le développement des activités du groupe en région Île-de-France dans le cadre de l'ouverture à la concurrence de ses réseaux de transports publics,. 
RATP Cap Île-de-France est présent depuis le 1er août 2021 sur les réseaux de bus de Paris-Saclay, du Mantois et de la Bièvre (remportés par RATP Dev en 2021,), ce dernier comprenant aussi le tramway T10, mis en service le 24 juin 2023.

## Histoire
La société est créée le 17 décembre 2018 sous le nom de RATP-C1 SA, en tant que filiale de RATP Coopération. Elle a pour objet de développer des services dans le transport de voyageurs, de la mobilité et/ou de la ville durable, en France et à l'étranger. Elle sera renommée RATP Paris Région SA le 23 septembre 2019, et à partir de cette date, sera exclusivement dédiée au territoire français.
C'est le 15 février 2021 que la RATP rend publique la création de cette société, renommée pour l'occasion RATP Cap Île-de-France SA. Cette filiale sera dédiée au développement du groupe en région Île-de-France dans le cadre de l'ouverture à la concurrence. Elle sera de fait chargée de gérer l'ensemble des activités de transport public en Île-de-France exécutées dans le domaine concurrentiel par le groupe RATP (notamment via RATP Dev) et à répondre aux futurs appels d’offres en Île-de-France. 
À cette occasion, Xavier Léty, directeur du département RER de la RATP est nommé à la présidence de RATP Cap Île-de-France. 

## Activités
RATP Cap Île-de-France exerce des activités dans le cadre de l'ouverture à la concurrence: certaines lui sont confiées directement par Île-de-France Mobilités dans le cadre des réponses aux appels d'offres, d'autres sont d'anciennes activités de la RATP qui lui sont confiées pour des raisons de stratégie d'entreprise ou dans le cadre de l'ouverture à la concurrence.
Par le passé, elle a exploité des réseaux initialement gérés par RATP Dev.

### Ouverture à la concurrence
Dans le cadre de l'ouverture à la concurrence, la filiale gère différentes activités:

### Activités issues des appels d'offres d'Île-de-France Mobilités

#### Présent
- le réseau de bus du Mantois, desservant l'ouest de la communauté urbaine Grand Paris Seine et Oise et la communauté de communes des Portes de l'Île-de-France (64 lignes régulières dont deux lignes Express A14, deux nocturnes et un service de transport à la demande, pour la période 2021-2029)[12],[13],[14];
- le réseau de bus Paris-Saclay, desservant principalement la communauté d'agglomération Paris-Saclay (86 lignes régulières et scolaires, pour la période 2022-2028)[15].
- le réseau de bus de la Bièvre, desservant principalement le bassin de la Bièvre (8 lignes, dont deux lignes à vocation scolaire, pour la période 2022-2030)[16]. Depuis l’été 2023, RATP Cap Île-de-France exploite également le tramway T10 via la même filiale que pour ce réseau[17] ;

#### Futur
- les centres bus d'Asnières et de Pleyel, à partir du 1er novembre 2025[18]
- les centres bus de Bords de Marne et de Saint-Maur, à partir du 1er novembre 2025[19]
- les lignes de tramway T12 et T13, via la filiale RATP Cap Arc Sud et Ouest[20] à partir de décembre 2025[21].

### Activités issues de l'EPIC RATP (et ne faisant pas l'objet d'un appel d'offres)
- les ateliers de Championnet (Paris 18e), comprenant également l'activité VOO (Véhicules et organes d'occasion), basée à Stains[22], via la filiale RATP CAP Ateliers Championnet[23], à partir du 1er avril 2023[24].
- l'entité Services, Transport, Locations (dite "STL")[25] du département Réseau de Surface (RDS), filialisée en 2023[26] et intégrée à sa marque Origami[27].

### Activités issues de RATP Dev

#### Passé
- Les services Pour Aider à la Mobilité, transport à la demande pour personnes à mobilité réduite, dans les départements 91[28], 92[29], 93 et 95, via la filiale FlexiCité. Le service est désormais opéré par CitéMobil du groupe Keolis.
- Le réseau Sqybus pour partie, via la filiale Les Cars Perrier, jusqu'au 1er janvier 2023
- Le réseau de Cergy-Pontoise pour partie, via la filiale STIVO, jusqu'au 1er janvier 2024